# Lista över fornlämningar i Nora kommun
Lista över fornlämningar i Nora kommun är en förteckning av ett urval av de fornlämningar som finns i Nora kommun.

## Järnboås
| Namn                      | Lämningstyp         | Tillkomsttid | Historisk indelning   | Plats | Läge                 | ID-nr          | Bild                                 |
| ------------------------- | ------------------- | ------------ | --------------------- | ----- | -------------------- | -------------- | ------------------------------------ |
| Järnboås 138:1            | Lägenhetsbebyggelse |              | Järnboås, Västmanland |       | 59.687423, 14.922128 | 10223801380001 | Ladda upp en bild av detta fornminne |
| Sönjan (Järnboås 154:1)   | Lägenhetsbebyggelse |              | Järnboås, Västmanland |       | 59.621737, 14.798807 | 10223801540001 | Ladda upp en bild av detta fornminne |
| Kviddtjärn (Järnboås 176) | Lägenhetsbebyggelse |              | Järnboås, Västmanland |       | 59.702083, 14.954931 | 12000000102648 | Ladda upp en bild av detta fornminne |

## Nora
| Namn                     | Lämningstyp                      | Tillkomsttid | Historisk indelning | Plats | Läge                 | ID-nr          | Bild                                      |
| ------------------------ | -------------------------------- | ------------ | ------------------- | ----- | -------------------- | -------------- | ----------------------------------------- |
| Nora 19:1                | Minnesmärke                      |              | Nora, Västmanland   |       | 59.597392, 14.912826 | 10225400190001 | Ladda upp en bild av detta fornminne      |
| Tistaborg (Nora 84:1)    | Fornborg                         |              | Nora, Västmanland   |       | 59.456541, 15.140154 | 10225400840001 | Ladda upp en till bild av detta fornminne |
| Myrhällerne (Nora 631:1) | Ristning, medeltid/historisk tid |              | Nora, Västmanland   |       | 59.550726, 14.839302 | 10225406310001 | Ladda upp en bild av detta fornminne      |
| Nora 679                 | Ristning, medeltid/historisk tid |              | Nora, Västmanland   |       | 59.547448, 14.849011 | 12000000005359 | Ladda upp en bild av detta fornminne      |
| Nora 680                 | Ristning, medeltid/historisk tid |              | Nora, Västmanland   |       | 59.547436, 14.848983 | 12000000005360 | Ladda upp en bild av detta fornminne      |
| Nora 681                 | Ristning, medeltid/historisk tid |              | Nora, Västmanland   |       | 59.547436, 14.848959 | 12000000005361 | Ladda upp en bild av detta fornminne      |